# American Bobtail
Origine și istoric
Primele pisici din rasa American Bobtail au aparut în Statele Unite ale Americii în anul 1960 și au fost rezultatul încrucișărilor repetate între pisicile domestice cu păr scurt și pisicile fără coadă. La dezvoltarea acestei rase de pisici au participat și alte rase, ca de exemplu rasele Siameză, Burmeză și Himalayană.
La început, pisica din rasa American Bobtail avea lăbuțele și fața de culoare albă. Totuși, această combinație era greu de obținut, astfel că în zilele noastre, pisica din rasa American Bobtail are blana de diferite culori și modele.

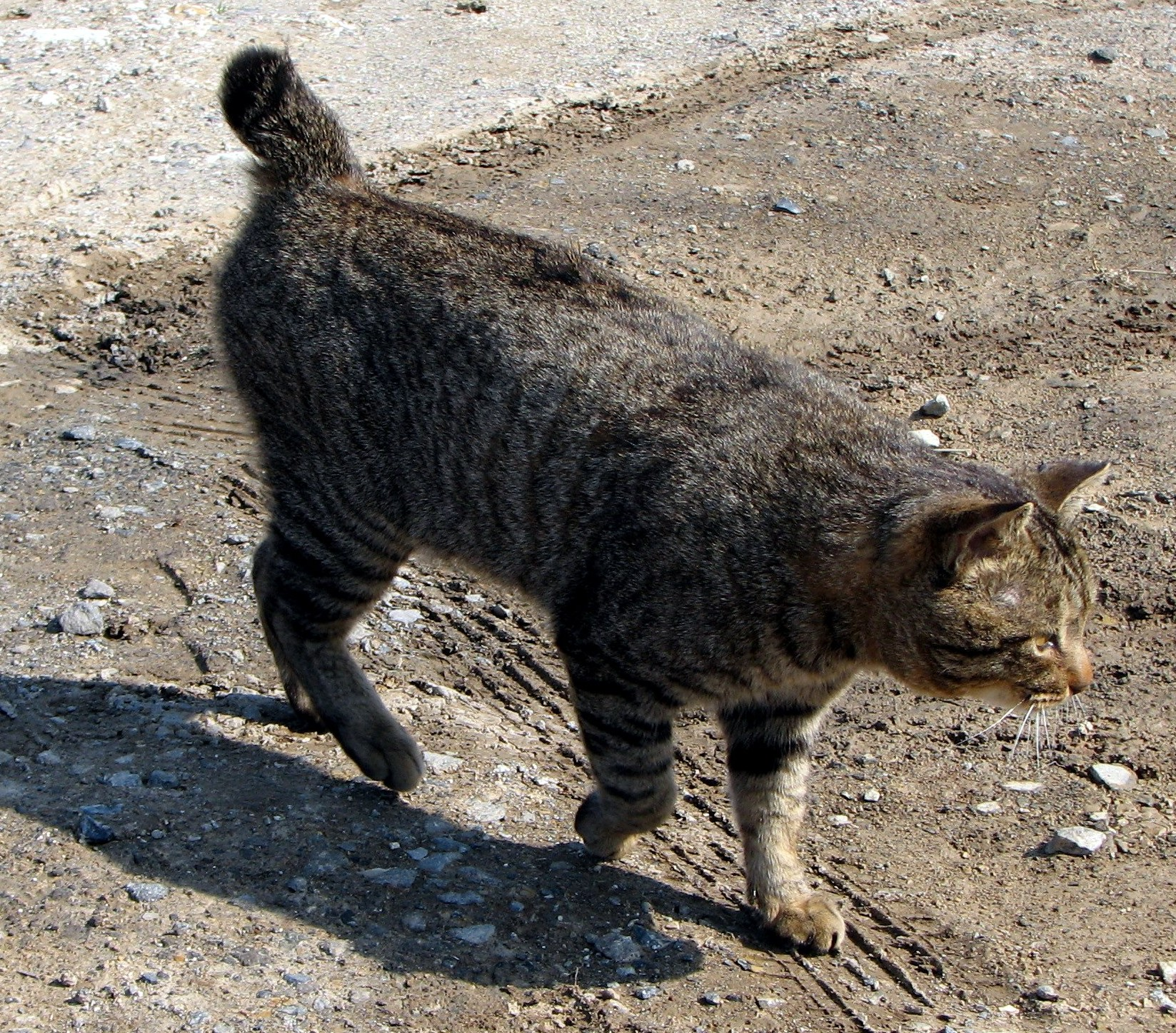
Pisica

Rasa de pisici American Bobtail este o rasă destul de rară și este întâlnită în special în Statele Unite ale Americii și foarte puțin în alte părți ale lumii.